# Concorrenza imperfetta
In economia, per concorrenza imperfetta si intende quella forma di mercato che assume in sé alcune caratteristiche della concorrenza perfetta e altre caratteristiche proprie del monopolio.
La concorrenza è una forma di mercato in cui tutti i produttori sono caratterizzati dalle medesime funzioni di produzione e di costo, con informazione perfetta, nel senso che tutti dispongono delle stesse informazioni e un'omogeneità, quindi perfetta sostituibilità, dei prodotti.
Tali ipotesi teoriche sono difficilmente riscontrabili in mercati reali e costituiscono, al più, un'approssimazione che può essere o meno utile all'analisi economica. Al fine di realizzare un modello economico maggiormente corrispondente alle condizioni reali dei mercati, sono state apportate alcune modifiche al modello di concorrenza perfetta ; in particolare:
1. Alcuni modelli ipotizzano che produttori e consumatori siano disomogenei, che i prodotti siano non perfettamente sostituibili tra loro, dando adito a fenomeni di fidelizzazione dei consumatori a un dato marchio (in inglese, brand loyalty);
2. Si sono considerati modelli che prevedono barriere all'entrata e all'uscita dai mercati, ossia costi che un'impresa deve necessariamente sostenere per entrare o uscire da un dato mercato;
3. È stata rimossa l'ipotesi di informazione perfetta, andando a studiare modelli caratterizzati da asimmetrie informative;
4. Si sono considerati casi in cui il modello di mercato perfettamente concorrenziale non consegue un risultato ottimale, in termini di benessere, per la collettività: si tratta dei modelli di esternalità e beni pubblici.